# عصب قرقره‌ای
عصب قرقره‌ای یا عصب تروکلئار (به انگلیسی: Trochlear nerve) زوج چهارم اعصاب مغزی است که هسته آن به همین نام در مغز میانی قرار دارد. این عصب وابران حرکتی بوده، ماهیچه مایل بالایی مربوط به چشم را عصب‌رسانی می‌کند. وظیفه این عضله، چرخش کره چشم به سمت پایین و داخل است.
رشته‌های چپ و راست این عصب در خط میانی یکدیگر را به فرم ضربدری قطع می‌کنند و از پشت ساقه مغز زیر برجستگی کوچک (colliculus) پائینی مربوطه بیرون می‌زنند، در دیواره جانبی سینوس غاری جلو می‌رود و شیار کاسه‌چشمی بالایی را قطع می‌کند، به ماهیچه مایل فوقانی کره‌چشم ختم می‌شود.
عصب قرقره‌ای نازک‌ترین عصب کرانیال است ولی طولانی‌ترین مسیر داخل جمجمه‌ای را دارد و تنها عصبی است که از قسمت خلفی ساقه مغز منشأ می‌گیرد. محل تقاطع الیاف آن در زیر کولیکولوس زیرین محل مستعد به آسیب این عصب توسط چادرینه مخچه است. این عصب نیز از جدار سینوس کاورنو می‌گذرد و در کاسه چشم به ماهیچه مایل بالایی می‌رود.

## نگارخانه

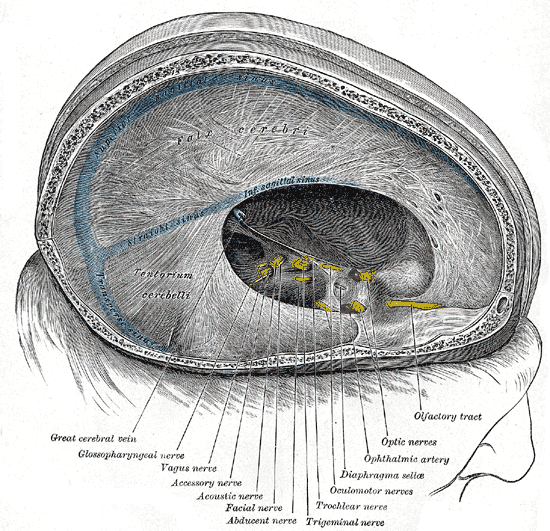
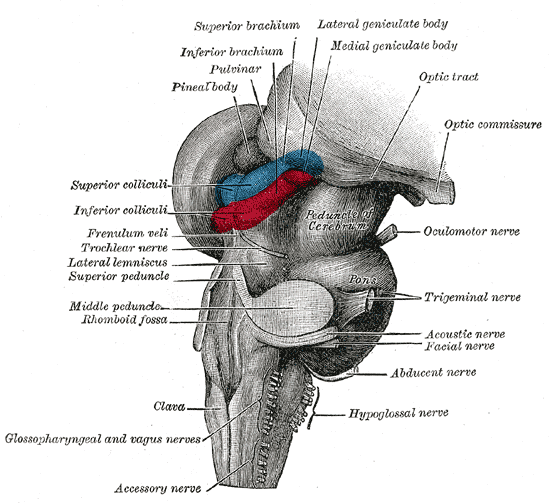
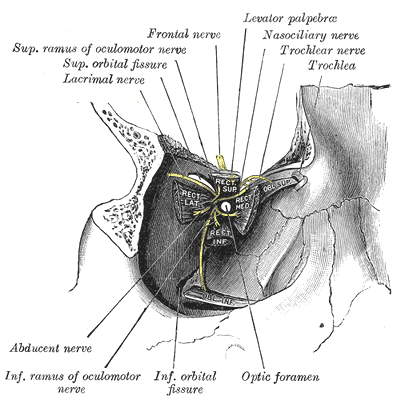
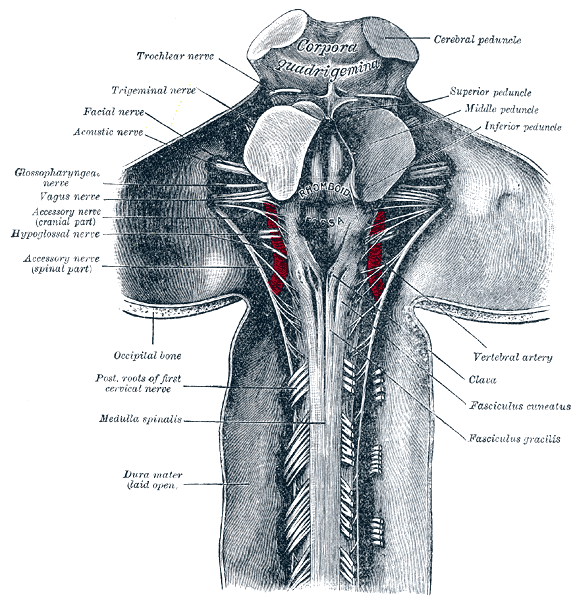